# Benito Francisco Castro Barbeito
Benito Francisco Castro y Barbeito (siglo XVIII-1831) fue un sacerdote y escritor español.

## Biografía
Natural de la feligresía de Santa María de Cambre, ubicada en el partido judicial de la Coruña, entró muy joven en el colegio de pasantes de San Clemente, en Santiago, en cuya universidad recibió el grado de doctor en Teología. Marchó luego a Madrid y obtuvo el cargo de capellán mayor, en el Oratorio del Espíritu Santo, y la cátedra de historia literaria en los Estudios de San Isidro. Allí perteneció también a la Academia de Cánones, cuya secretaría ejerció algún tiempo. Nombrado en 1797 canónigo de la colegiata de la Coruña, residió desde entonces en dicha ciudad. Falleció en 1831. Entre sus obras se encontraron títulos como Sermones morales y panegíricos (1791), Diccionario histórico portátil de las órdenes religiosas y militares, y de las congregaciones regulares y seculares que han existido hasta hoy (1792, dos volúmenes) y Novenario doloroso de María Santísima (1794).